# Wulpen (België)
Wulpen is een dorp in de Belgische provincie West-Vlaanderen en een deelgemeente van de kustgemeente Koksijde. Wulpen was een zelfstandige gemeente tot aan de gemeentelijke herindeling van 1971 toen het samen met Oostduinkerke aan Koksijde werd toegevoegd.

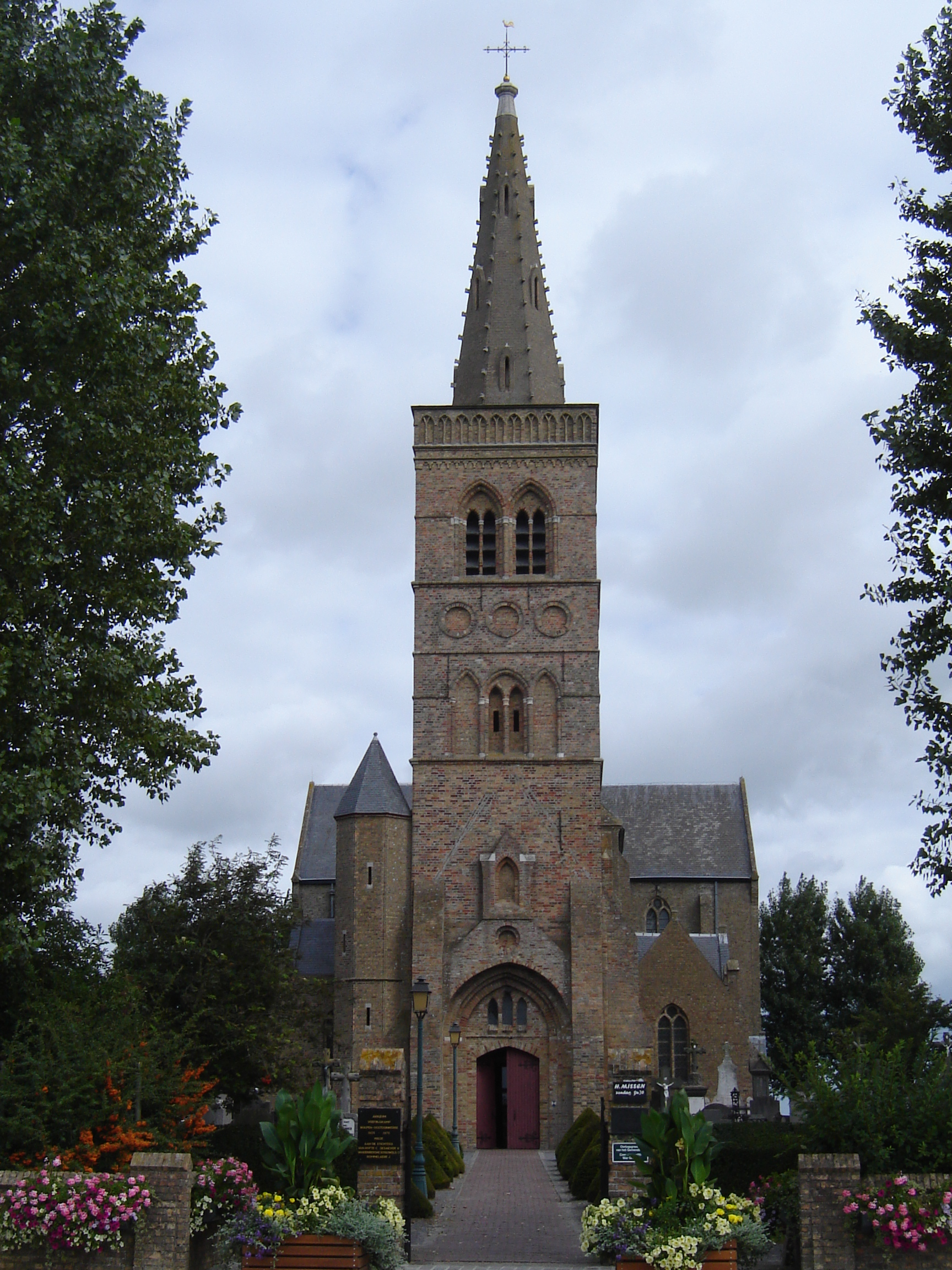
Sint-Willibrorduskerk

## Ligging
Wulpen ligt achter de oude spoorwegberm Nieuwpoort-Diksmuide die een sleutelrol speelde tijdens de Eerste Wereldoorlog bij de Slag aan de IJzer. In Ramskapelle, vlak bij de grens met Wulpen, staan de restanten van een observatiepost, van waaruit men over de spoordijk kon uitkijken.

## Geschiedenis
Wulpen wordt voor het eerste vermeld in 1116; hieruit ontstond Booitshoeke, waarmee het samen één ammanie vormde. Het dorp en de kerk werden in 1577 door de Geuzen verwoest. In 1645-1646 was er een pestepidemie. Ook waren er in de 17e eeuw belegeringen door Fransen en Spanjaarden.
Op de Ferrariskaarten uit 1777 is Wulpen te zien als een nog veel kleiner dorpje dan het nadien zou worden. De dorpskern omvatte de kerk en een vijftiental huizen en boerderijen. Het gehucht Wulpendamme (500 meter noordelijker) bestond toen uit een tiental rijhuizen bij de dijk en één boerderij. Enkele kilometer oostelijker lag de enige grote boerderij van Wulpen, Allaertshuysen, die eigendom was van de Duinenabdij.
Naast de landbouw was er in Wulpen ook enige industrie: in 1900 waren er vier steenbakkerijen.

### Eerste Wereldoorlog
De onderwaterzetting van het front tussen de oude spoorwegberm en de IJzer teneinde de opmars van de Duitsers in oktober 1914 te stoppen, werd in Wulpen uitgedacht bij onderwijzer Van Marcke. Bij hem waren twee hoge officieren van het Belgische leger gekantonneerd. De onderwijzer wees hen op de talrijke onderwaterzettingen buiten de muren van de stad Nieuwpoort teneinde de stad te vrijwaren van oorlogsgeweld en bezetting door vreemde legers in de loop der eeuwen. Dit plan werd nadien uiteengezet op het hoofdkwartier van koning Albert I in Veurne. Karel Cogge, opzichter van de Noordwateringen van Veurne, werd er bij gehaald en hij tekende uit hoe dit gebied kon overstroomd worden. Schipper Hendrik Geeraert kwam nadien helpen door de sluizen van Nieuwpoort open te draaien. De onderwaterzetting duurde vier jaar en de Duitsers zijn nooit over de spoorwegberm geraakt.
Tijdens de Eerste Wereldoorlog werd de standerdmolen en de torenspits opgeblazen.
Op 1 januari 1971 fuseerde Wulpen met Oostduinkerke om in 1977 verder te fuseren tot de fusiegemeente Koksijde.

## Demografische ontwikkeling
- Bronnen:NIS, Opm:1831 tot en met 1961=volkstellingen

## Bezienswaardigheden
- Het Sint-Willibrordusputje met de Sint-Willibrorduskapel is een bedevaartsoord. De historische juistheid van een bezoek van Willibrord aan Wulpen is echter omstreden.
- Het Gedenkteken van de 4e legerafdeling WO I
- Diverse bunkers en dergelijke uit de Eerste Wereldoorlog, van het Belgische leger.
- De Sint-Willibrorduskerk
- Het Kerkhof van Wulpen
- Het Passantenliedengasthuis
- Boerderij Allaertshuizen
- In 2004 werd de Conterdijk (langs de Veurnevaart) heraangelegd en werd er een nieuwe voetgangersbrug, de Florizoonebrug geopend. Hierbij staat een beeld, "Het blije weerzien", vervaardigd door de lokale beeldhouwster Jenny Reynaert.

## Natuur en landschap
Wulpen ligt in het West-Vlaams poldergebied op een hoogte van ongeveer 2 meter. Ten noorden van Wulpen strekt zich een golfterrein uit. Wulpen ligt nabij het Kanaal Nieuwpoort-Duinkerke.

## Politiek
Wulpen had een eigen gemeentebestuur en burgemeester tot de fusie van 1971. Burgemeesters waren:
- 1830 : Petrus Jacobus Lapon
- 1830-1848 : Henricus Xaverius Florizoone
- 1848-1864 : Joannes Andreas Louwagie
- 1864-1880 : Pieter Deschoolmeester
- 1880-1910 : Franciscus Nollet
- 1910-1936 : Oscar Faict
- 1936-1942 : Camiel Degroote
- 1942-1944 : Remi Warreyn
- 1944-1952 : Camiel Degroote
- 1953-1970 : Willy Vandenberghe

## Bekende inwoners
- Paul Baeteman en Jenny Reynaert, beeldhouwers
- E.H. Jules Leroy, volksverteller
- Alberic Joseph Florizoone, oprichter Meli-honing en Meli Park
- Amaat Vyncke was er in de zomer van 1876 kort hulppastoor

## Trivia
- De kerk van Wulpen werd gebruikt tijdens de opnames van de serie Windkracht 10. De scène van het huwelijk tussen Anne en Walter werd opgenomen op de dorpsplaats.

## Nabijgelegen kernen
Oostduinkerke, Nieuwpoort, Avekapelle, Veurne
Deelgemeenten: Koksijde · Oostduinkerke · Wulpen

Overige plaatsen: Groenendijk · Koksijde-Bad · Oostduinkerke-Bad · Sint-André · Sint-Idesbald

Belgische gemeenten · Arrondissement Veurne · West-Vlaanderen · Vlaanderen